# 저니맨 (스포츠)
저니맨(Journeyman)은 원래 여기저기를 떠돌아다니면서 일감을 받는 직인(職人)을 뜻하였으나, 프로스포츠에서 여러 클럽에서 활약하는 선수로 의미가 확대되었다.
저니맨은 기술적으로는 유능하지만 탁월할 수 없는 운동선수를 의미한다. 이 용어는 다른 곳(예: 미국, 영국 및 호주 상황)에서 경력 동안 수많은 클럽에서 뛰는 프로 스포츠맨을 지칭하는 데 사용된다. 영국에서는 이 용어가 용병과 함께 자신의 경력을 발전시키기보다는 순전히 더 높은 계약상 보수를 찾기 위해 다양한 부유한 클럽에 합류하는 선수들을 지칭하기 위해 경멸적으로 사용된다. 일반적으로 그렇지 않으면 결코 가입하지 않을 것 같은 클럽이다.